# Popular Song
«Popular Song» (en español: «Canción popular») es una canción del cantante libanés-británico Mika en colaboración con la cantante estadounidense Ariana Grande, fue lanzada para Estados Unidos como el segundo sencillo de su tercer álbum de estudio, The Origin of Love (2012), el 21 de diciembre de 2012 a través de Barclay Records y Casablanca Records. La canción está incluida en el álbum de estudio debut de Grande, Yours Truly (2013). «Popular Song» fue escrita por Mika, Priscilla Renea, Mathieu Jomphe y Stephen Schwartz, y producida por Mika y Greg Wells. La versión de radio con Grande fue producida por Jason Nevins.
La canción es una versión actualizada de la versión original, basada en la canción «Popular» del musical Wicked. La versión del álbum de la canción cuenta con la voz de Priscilla Renea y presenta un lenguaje maduro. La versión única reemplaza a Renea por Grande, elimina el lenguaje maduro y modifica instrumentales para crear una versión que enlaza fuertemente con éxitos anteriores de Mika, «Grace Kelly» y «We Are Golden». La versión con Grande, producida por Jason Nevins, es la versión principal que se lanzó oficialmente como sencillo. «Popular Song» posee una lírica principal que habla sobre el bullying que reciben los adolescentes durante el período escolar. 
Después de su lanzamiento, «Popular Song» tuvo un buen recibimiento por parte de la crítica, la canción fue definida como un estimulante para inspirar a las personas que son acosadas e impopulares a ponerse de pie. En el ámbito comercial la canción obtuvo un éxito moderado logrando ingresar a listas de varios países como Bélgica y Corea del Sur, donde obtuvo sus mejores posiciones.

## Antecedentes y composición
La versión original de la canción estuvo disponible en el tercer álbum de estudio de Mika, The Origin of Love, y cuenta con voces de la compositora Priscilla Renea. Esta versión se basa en la canción «Popular» del musical Wicked, y utiliza un tempo y una instrumentación muy aproximados, para adaptarse al tema del álbum. En una entrevista con Huffington Post, Mika dijo: «Fui a [Wicked] y pensé: 'Glinda está siendo realmente mala' [...] Así que pensé que sería bueno tomar la música y escribir mi propia versión de la misma, porque no me gusta lo que ella estaba diciendo en esa parte del programa». El cantante agregó: «Así que pensé... en lugar de hacer que la chica popular la cante, solo consigue que el perdedor la cante. Así que Stephen Schwartz (compositor de «Wicked») vino a mi casa en Londres, se la mostré a él y le expliqué por qué lo hice. Luego la escuchó y se asustó, al instante la amó». Para el lanzamiento de la canción como sencillo, Mika decidió cambiar completamente la canción. Para hacer esto, contó con la ayuda de Grande, reescribió algunas de las letras, cambió la instrumentación y el tempo y reelaboró la estructura de la canción.
«Popular Song» es una canción de género dance-pop con una duración de 4 minutos con 5 segundos en su versión original con Priscilla Renea y con una duración de 3 minutos con 20 segundos en la versión con Grande. Fue escrita por Mika, Priscilla Renea, Mathieu Jomphe y Stephen Schwartz, y producida por el mismo Mika junto a Greg Wells y con Jason Nevins en la versión de sencillo. Según la partitura publicada por Universal Music Publishing Group en la página de Musicnotes Inc., la canción tiene un metrónomo de 96 pulsaciones por minuto y está compuesta en clave de Eb mayor. La canción hace uso de varios instrumentos musicales, notablemente la batería, guitarra y teclado.
La nueva versión fue lanzada en iTunes el 21 de diciembre de 2012, como el segundo sencillo del álbum de Mika en Estados Unidos. Un vídeo musical de la canción fue subido a YouTube el 29 de abril de 2013.

## Recepción

### Crítica
Bryon Flitsch, de MTV Buzzworthy, notó que «Popular Song» es una visión diferente de los esfuerzos anteriores de Mika, afirmando que su «ritmo pomposo + melodía pegadiza + letra lúdica = canción perfecta para rebotar». Además, Flitsch también elogió la voz de Grande en la canción por ser «impecable» junto con Mika. Marques Daniels de examiner.com sintió que «Popular Song» es una canción para inspirar a las personas acosadas e impopulares a ponerse de pie. Daniels también elogió la canción por ser una canción destacada.

### Comercial
Dentro de Estados Unidos
«Popular Song» alcanzó su punto máximo en el número 87 de la lista estadounidense Billboard Hot 100, y fue certificada oro en 2015 por la RIAA por vender más de 500 000 copias en el país.
En otros países
En Australia la canción logró posicionarse en el número 71 y en Bélgica alcanzó el puesto 8 en la región Flandes mientras que en la región Valonia alcanzó el puesto número 12, en esta última también ingresó al listado Airplay colocándose en el número 17, y alcanzó puesto 69 en Bulgaria. En Corea del Sur la canción alcanzó el puesto número 133 en su listado principal, mientras que en el internacional llegó al puesto 7, en Países Bajos obtuvo el puesto número 92, en Reino Unido se posicionó en el puesto 183 y en el número 100 en Rumanía.

## Vídeo musical

### Antecedentes y lanzamiento
El vídeo musical que acompaña de «Popular Song» se grabó en febrero de 2013, bajo la dirección de Chris Marrs Piliero. Los primeros indicios de que el proyecto estaba siendo grabado se dieron cuando Mika hizo un comentario sobre las grabaciones en su cuenta en Twitter. El 10 de abril del mismo año, Grande respondió a un mensaje de un fanático que le preguntaba sobre el lanzamiento del material diciendo: «No sé la fecha todavía, pero ya he visto la versión final». El 29 de ese mes, el vídeo fue publicado oficialmente en la cuenta de Mika en Vevo / YouTube. El vídeo presenta una temática gótica, se desarrolla en una escuela secundaria «misteriosa y oscura». El vídeo presenta promoción para productos de Sony y Mini. Hasta mayo de 2019, el vídeo cuenta con más de 180 millones de reproducciones en YouTube.

### Sinopsis
En el vídeo, Mika envía textos a sus compañeros populares que le hacen bullying invitándoles a cenar desde un Sony Xperia Z. Entre escena se puede ver a Mika y a Grande haciendo una poción para acabar con sus compañeros populares, también se observa escenas de sus compañeros haciéndole bullying a Mika y a Grande. Mika vuelve a su mansión con Grande en un auto que habla, un Mini Cooper 2013. En la cena los compañeros de Mika y Grande toman la poción hecha por los cantantes y los tres se vuelven piedra. Mika y Grande toman un plato y un porta vela, y golpean a sus compañeros y ellos se hacen miles de pedazos. Ambos, felices de poder cumplir su objetivo brindan, pero Grande no se toma la copa, ya que también tiene veneno y ella recuerda que tiempo atrás, cuando eran niños, Mika había sido malo con ella arruinándole un castillo de juguete. Este se da cuenta e inmediatamente se vuelve piedra.

## Formatos y lista de canciones
- Descarga digital[4] - streaming

| N.º | Título                                 | Duración |  |
| 1.  | «Popular Song» (junto a Ariana Grande) | 3:20     |  |

- Sencillo en CD

| N.º | Título                                   | Duración |  |
| 1.  | «Popular Song» (junto a Ariana Grande)   | 3:20     |  |
| 2.  | «Popular Song» (junto a Priscilla Renea) | 4:07     |  |
| 3.  | «Popular Song» (Radio Instrumental)      | 3:17     |  |

## Posicionamiento en listas
| Lista (2013)                                     | Mejor posición |
| ------------------------------------------------ | -------------- |
| Australia (ARIA)                                 | 71             |
| Bélgica (Flandes) (Ultratip Bubbling Under)      | 8              |
| Bélgica (Valonia) (Ultratip Bubbling Under)      | 12             |
| Bélgica (Valonia) (Ultratop Airplay)             | 17             |
| Bulgaria (PROPHON)                               | 69             |
| Corea del Sur (Gaon Singles Chart)               | 133            |
| Corea del Sur (Gaon International Singles Chart) | 7              |
| Estados Unidos (Billboard Hot 100)               | 87             |
| Países Bajos (Mega Single Top 100)               | 92             |
| Reino Unido (UK Singles Chart)                   | 183            |
| Rumania (Romanian Top 100)                       | 100            |

## Certificaciones
| País           | Organismo certificador | Certificación | Ventas certificadas | Ref. |
| -------------- | ---------------------- | ------------- | ------------------- | ---- |
| Estados Unidos | RIAA                   | Oro           | 500 000             |      |

## Historial de lanzamiento
| País           | Fecha               | Formato                     | Discográfica       | Ref.  |
| -------------- | ------------------- | --------------------------- | ------------------ | ----- |
| Estados Unidos | 16 de abril de 2013 | Descarga digital, streaming | Casablanca Records | [ 4 ] |